# جمعیت‌شناسی ژاپن

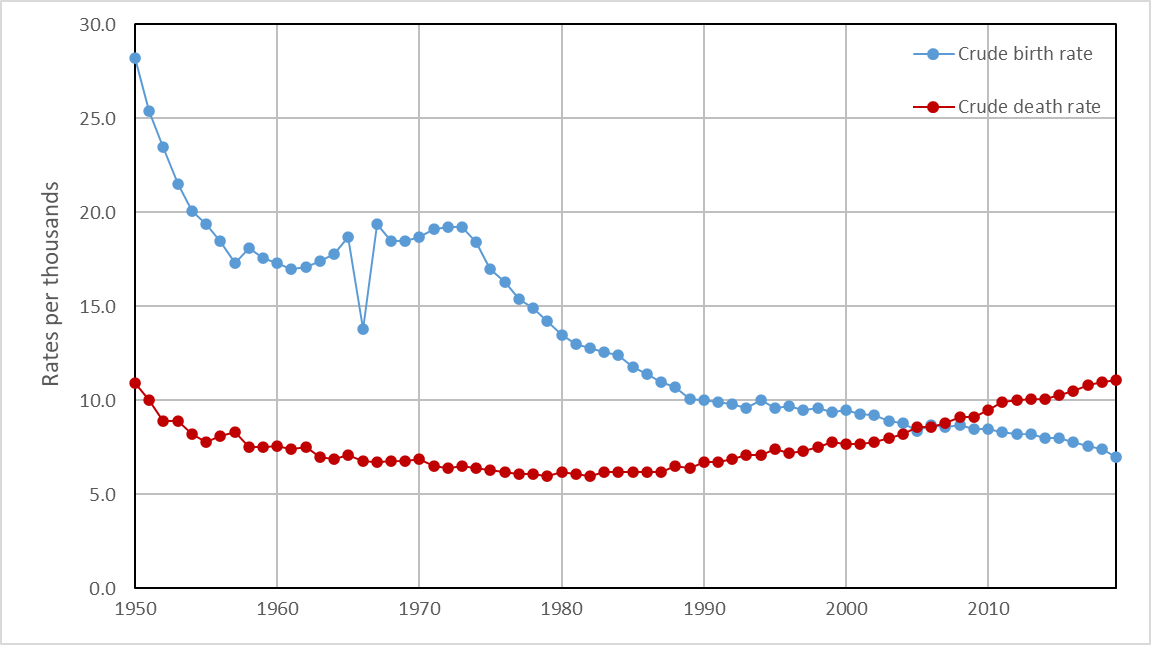
میزان تولد و مرگ در ژاپن در سال‌های ۱۹۵۰–۲۰۱۹

جمعیت‌شناسی ژاپن ویژگی‌های جمعیت‌شناسی جمعیت (بیولوژی) ژاپن شامل تراکم جمعیت، قومیت، سطح تحصیلات، سلامت مردم، وضعیت اقتصادی، وابستگی مذهبی و سایر جنبه‌های مربوط به جمعیت است.